# Albert Sánchez Piñol

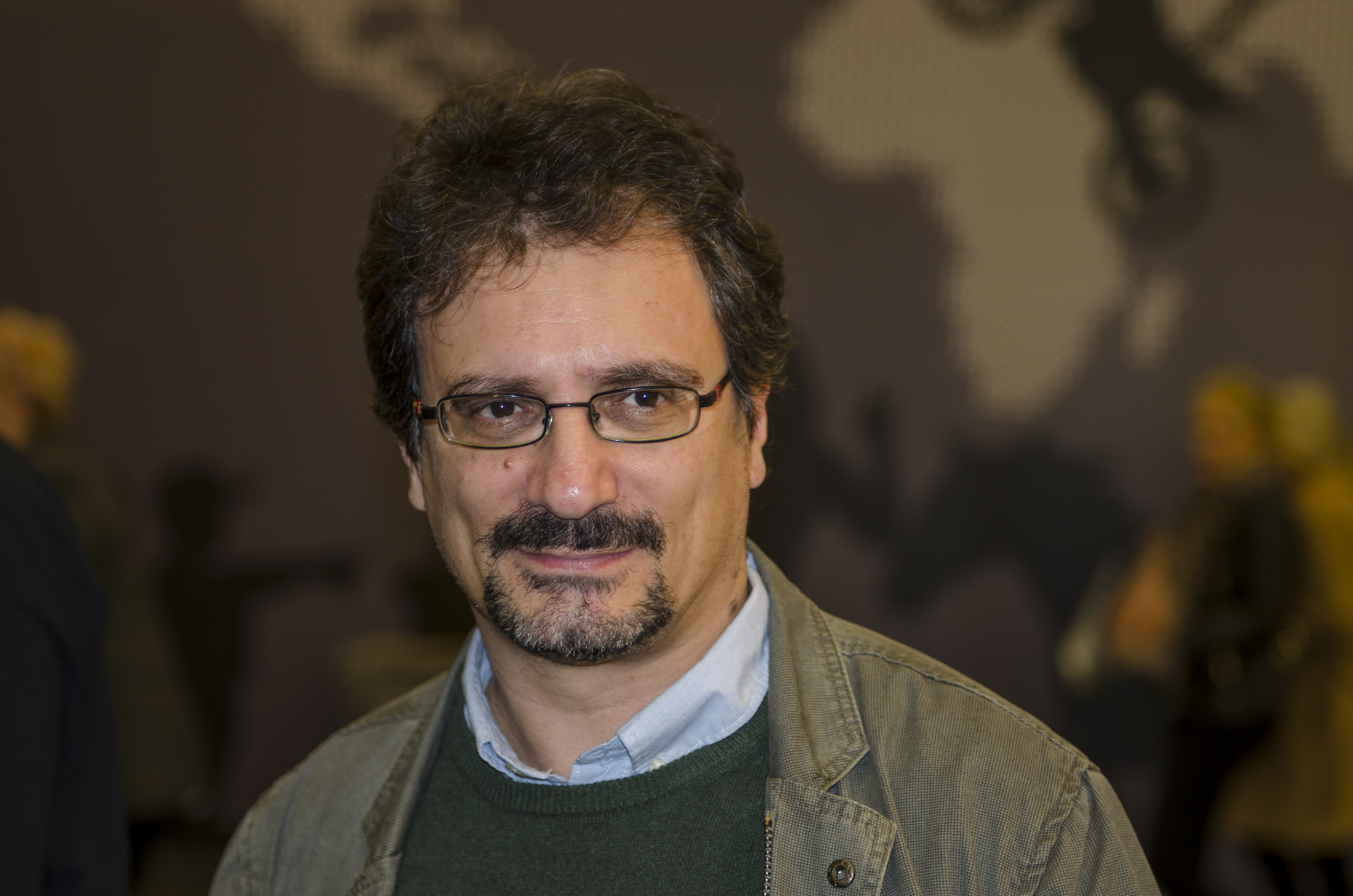
Albert Sánchez Piñol (2014)

Albert Sánchez Piñol (* 11. Juli 1965 in Barcelona) ist ein katalanischer Anthropologe und Schriftsteller, der hauptsächlich auf Katalanisch schreibt. Nur wenige seiner Werke wurden auf Spanisch geschrieben. Bekannt wurde er durch seinen Roman Im Rausch der Stille, der in 28 Sprachen übersetzt und mit einigen Auszeichnungen bedacht wurde (Ojo Crítico 2003, Premi Llibreter).
Sein historischer Roman Victus. Barcelona 1714 versucht den Spanischen Erbfolgekrieg, in dessen Folge es zur Zentralisierung Spaniens unter den Bourbonen und zur nachfolgenden Zurückdrängung der katalanischen Selbstbestimmung kam, aus der Perspektive der Verlierer darzustellen. Es ist kein Zufall, dass dieser Roman vor dem Hintergrund verstärkter Spannungen zwischen katalanischer Autonomie und erneuten Versuchen der spanischen Zentralregierung unter Führung des Partido Popular, intensiv rezipiert wurde. Der Roman war 2013 das meistverkaufte Buch Spaniens.
Er äußert sich auch über die aktuellen Themen. In dem an den deutschen Leser gerichteten Artikel Spanien ist tot, erklärt er warum Katalonien zu Spanien nicht mehr gehören kann. Seit der Eroberung von Katalonien durch Spanier 1714 seien Katalanen unterdrückt worden, zeitweise wurde sogar der Gebrauch des Katalanischen verboten. Auch nach dem Ende der Franco-Diktatur änderte sich die Situation nicht grundlegend. Die spanische Regierung wolle mit den Katalanen nicht sprechen. Diese Einstellung habe die Haltung vieler Menschen, die ursprünglich für eine Autonomie Kataloniens innerhalb von Spanien waren, gegen Spanien geändert.
Sánchez Piñol ist Mitglied des Zentrums afrikanischer Studien und hat über die Mbuti-Pygmäen im Ostkongo gearbeitet. Er war Mitarbeiter an einigen Enzyklopädien.

## Werke
- Vae Victus, 2015
- Der Untergang Barcelonas (Victus. Barcelona 1714, 2012), S. Fischer, Frankfurt am Main, 2015, ISBN 978-3-10-061607-4
- Pandora im Kongo (Pandora al Congo, 2005), S. Fischer, Frankfurt am Main, 2007, ISBN 978-3-10-061603-6
- Im Rausch der Stille (La pell freda, 2002), Fischer Taschenbuchverlag, Frankfurt am Main, 2006, ISBN 3-596-16557-1
- Les edats d’or, 2001
- Pallassos i monstres, 2000
- mit Marcelo Fois: Compagnie Difficili, 2000